# Diecezja Pensacola-Tallahassee
Diecezja Pensacola-Tallahassee (łac. Dioecesis Pensacolensis-Talloseiensis, ang. Diocese of Pensacola-Tallahassee) jest diecezją Kościoła rzymskokatolickiego w metropolii Miami w Stanach Zjednoczonych. Swym zasięgiem obejmuje północno-zachodnią część stanu Floryda.

## Historia
Diecezja została kanonicznie erygowana 1 października 1975 przez papieża Pawła VI. Wyodrębniono ją z ówczesnych diecezji Mobile i Saint Augustine. Pierwszym ordynariuszem został dotychczasowy biskup pomocniczy archidiecezji Miami René Gracida (ur. 1923), późniejszy biskup Corpus Christi.

## Ordynariusze
- René Gracida (1975–1983)
- Joseph Symons (1983–1990)
- John Mortimer Smith (1991–1995)
- John Ricard SSJ (1997–2011)
- Gregory Parkes (2012–2017)
- William Wack CSC (od 2017)